# Stanisław Dworakowski

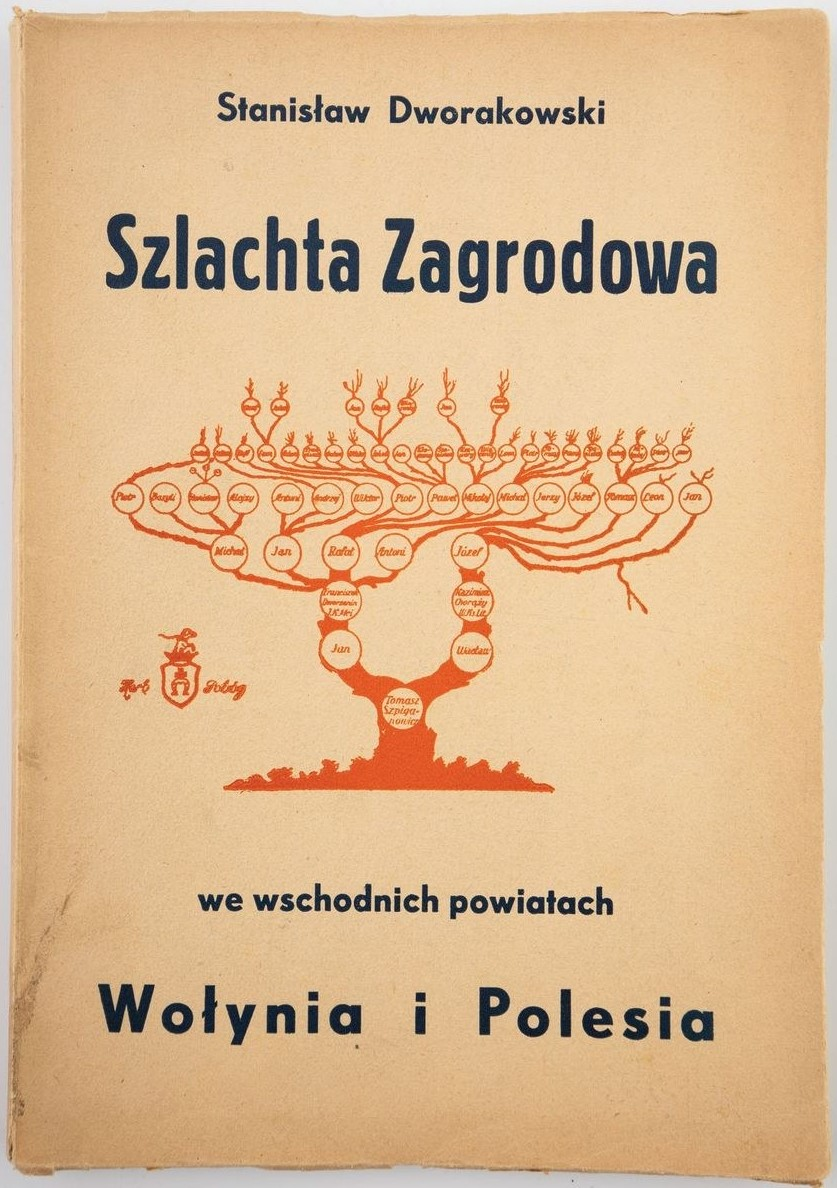
Szlachta zagrodowa we wschodnich powiatach Wołynia i Polesia - 1939

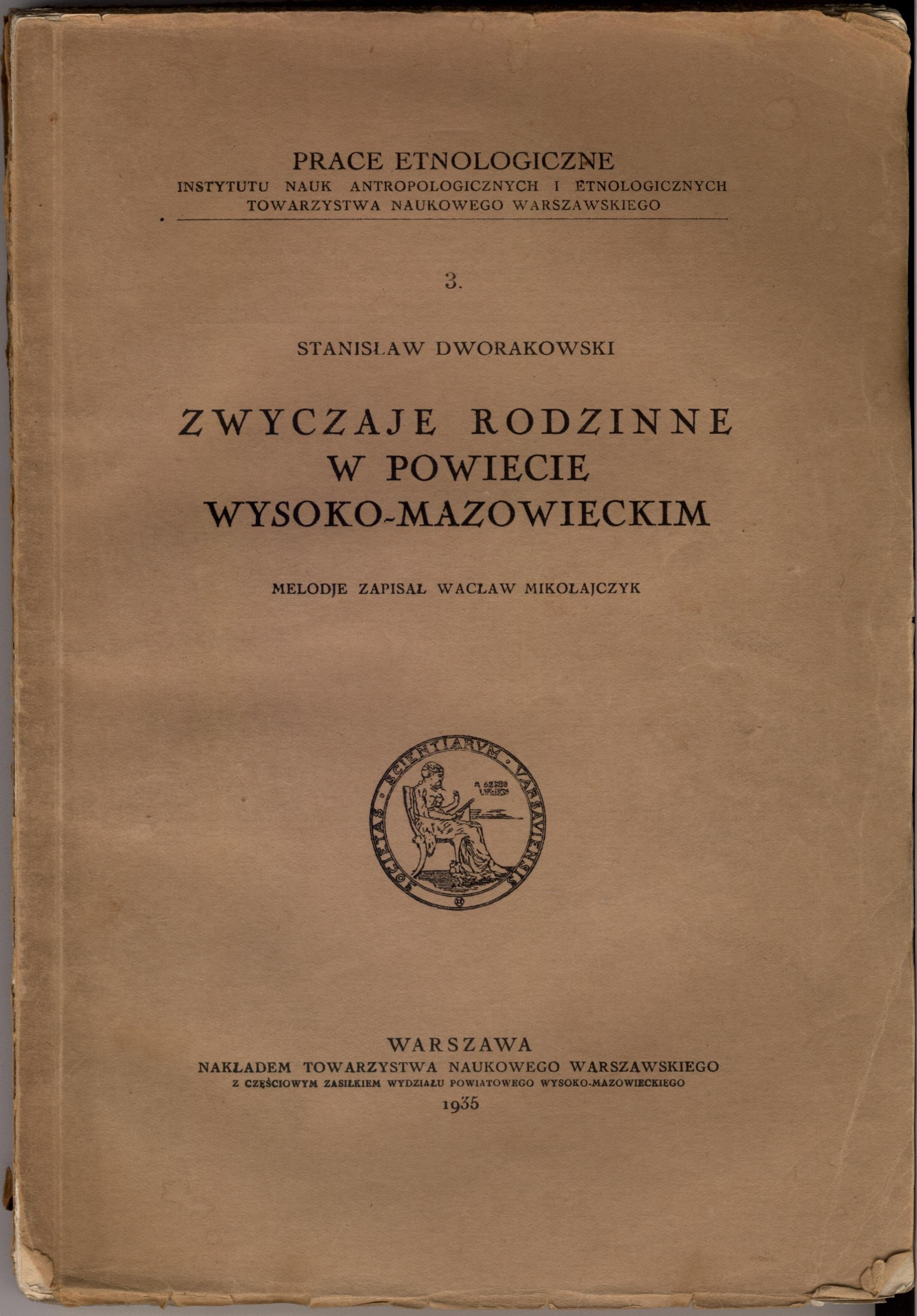
Zwyczaje rodzinne w powiecie Wysoko-Mazowieckim (1935 r.)

Stanisław Dworakowski (ur. 1 grudnia 1907 w Dworakach-Pikatach, zm. 21 listopada 1976 w Warszawie) – polski etnograf, folklorysta, krajoznawca. Badacz wschodniego Mazowsza, Podlasia i Polesia.

## Dzieła
- Pieśni żniwne w powiecie wysoko-mazowieckim, „Wiadomości Ludoznawcze”, R II lipiec-grudzień z.3-4. Łódź 1933 r. s. 58-79, dostępna: tutaj.
- Zwyczaje rodzinne w powiecie Wysoko-Mazowieckim : melodje zapisał Wacław Mikołajczyk. Instytut Nauk Antropologicznych i Etnologicznych Towarzystwa Naukowego Warszawskiego. Warszawa 1935 r.
- Zwyczaje ludowe na Podlasiu nadnarwiańskiem, "Drogowskazy", nr 5 Maj, Białystok 1936 r. s. 17-21, dostępna: tutaj.
- Rubież Polesko-Wołyńska, "Sprawy Narodowościowe", R. XII, nr 3. Warszawa 1938 r.
- Obrzędy weselne w Niemowiczach, "Rocznik Wołyński" Zarząd Wołyńskiego Okręgu Związku Nauczycielstwa Polskiego, T.XII, Równe 1939 r.
- Szlachta zagrodowa we wschodnich powiatach Wołynia i Polesia : relacje z terenu. Warszawa 1939 r.
- Wiedza i zabobon w dawnym pszczelarstwie ludowym na Podlasiu Nadnarwiańskim, "Pszczelarstwo" nr 7, Warszawa 1956 r.
- Kultura społeczna ludu wiejskiego na Mazowszu nad Narwią. Cz. 1, Zwyczaje doroczne i gospodarskie. Białostockie Towarzystwo Naukowe, Białystok 1964 r., dostępna: tutaj.

## Biogramy o Stanisławie Dworakowskim
- Jolanta Czajkowska, Stanisław Dworakowski - etnograf. Łomżyńskie Towarzystwo Naukowe im. Wagów. Łomża 2003 r.
- Anna Engelking, Stanisław Dworakowski (1907-1967) [w:] Etnografowie i ludoznawcy polscy: sylwetki, szkice biograficzne. T. 2 / pod red. Ewy Fryś-Pietraszkowej, Anny Spiss. Wrocław: Polskie Towarzystwo Ludoznawcze; Kraków: Oddział Polskiego Towarzystwa Ludoznawczego 2007 s. 65-69, dostępna: tutaj.
- Włodzimierz Wincławski, Dworakowski Stanisław (1907-1976) [w:] Słownik biograficzny socjologii polskiej. t. 4, Su-Ż, Suplement / Włodzimierz Wincławski; Toruń: Wydawnictwo Naukowe Uniwersytetu Mikołaja Kopernika, 2011 s. 323-324.

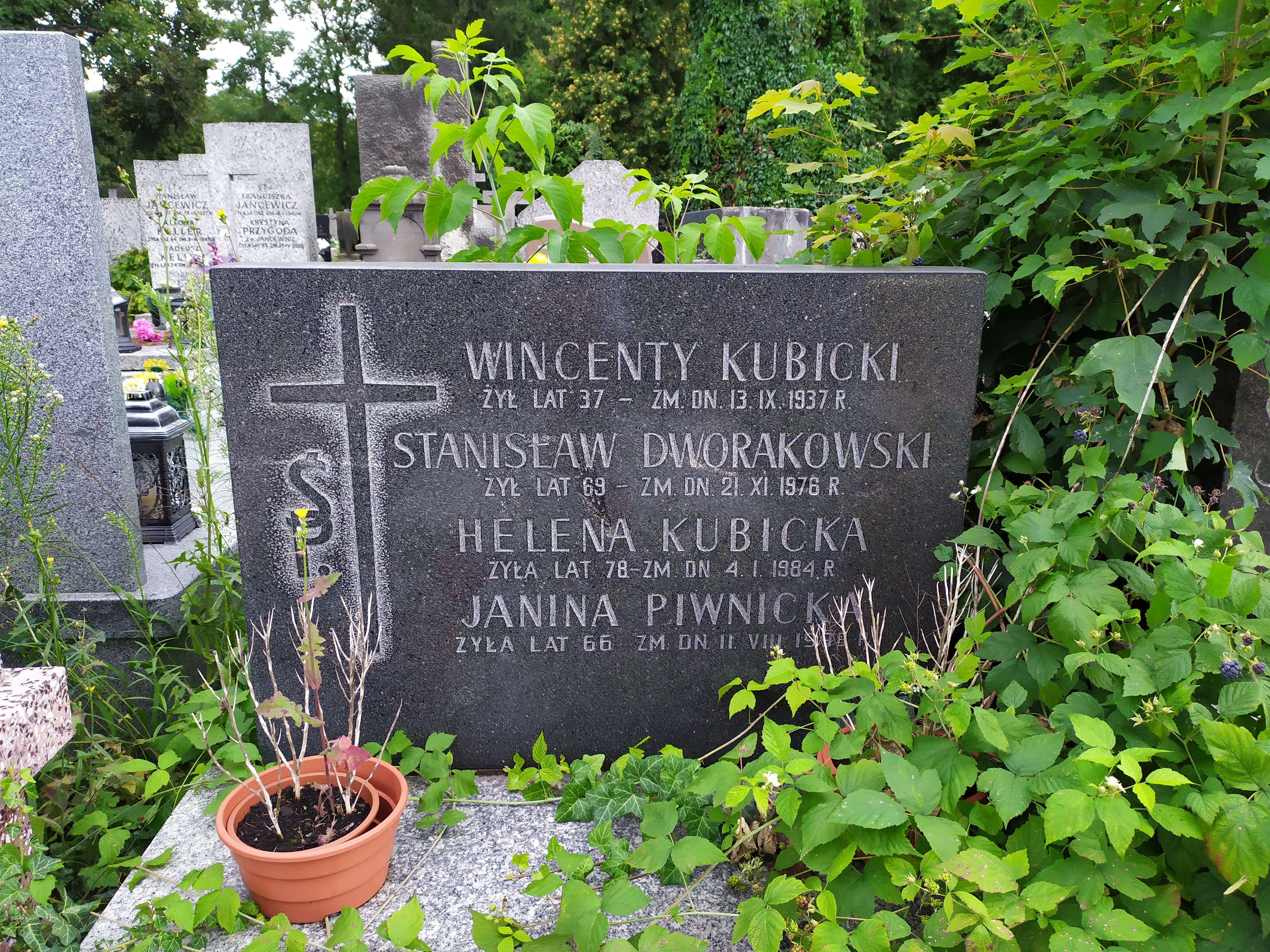
Cmentarz Bródnowski w Warszawie - grób Stanisława Dworakowskiego